# Trittico di Modena
Il Trittico di Modena, noto anche come Altarolo portatile, è un dipinto del pittore cretese El Greco realizzato circa nel 1568 e conservato alla Galleria Estense del Palazzo dei musei a Modena.

## Storia
Il trittico fu realizzato durante il suo primo soggiorno veneziano quando l'artista era giovane. Non si hanno notizie successive fino a che appartenne alla collezione, nel castello del Catajo, del nobile padovano Tommaso Obizzi che alla sua morte (1803) donò agli Este i quali, successivamente, nel 1805 a loro volta fecero dono alla Galleria Estense. Lo storico Rodolfo Pallucchini, nel 1937 diede l'attribuzione ad El Greco mediante la firma sul retro del pannello centrale: "Χείρ Δομήνιχου", creato da mano di Domenico.

## Descrizione
Il trittico di inspirazione sacro-devozionale è composto da un esiguo formato. L'altarino è piegabile composto da tre pannelli lignei: quelli laterali, connessi a quello centrale da delle cerniere, fungono da ante. Ogni panello è dipinto sia sul lato frontale che su quello posteriore: per cui sono sei raffigurazioni.

### Frontale

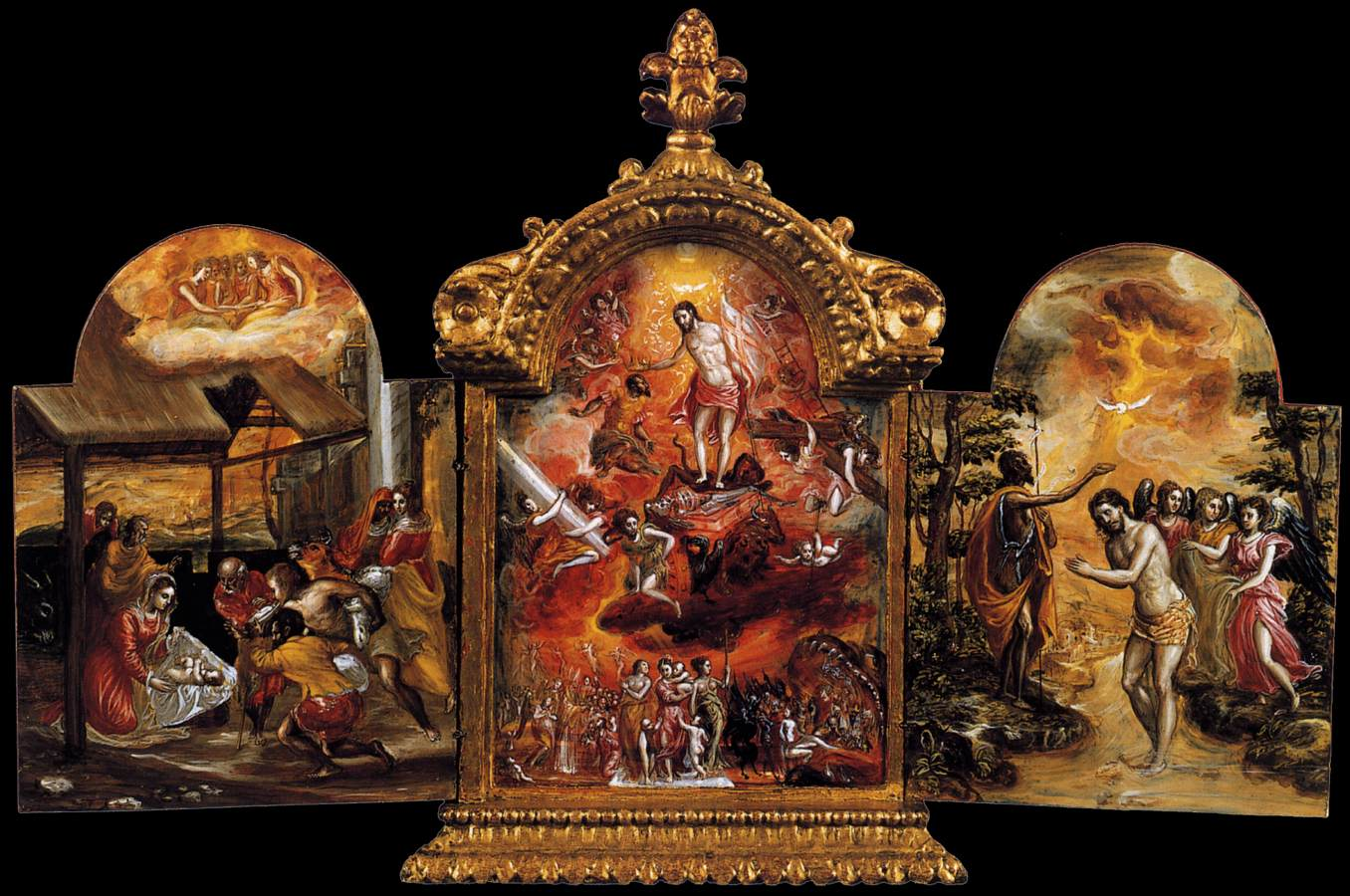

Le scene sulla parte della facciata, da sinistra a destra, sono l'adorazione dei pastori, l'allegoria di un cavaliere cristiano e il battesimo di Cristo. 
L'allegoria del cavaliere cristiano viene anche talvolta presa come un'immagine di Cristo che incorona un santo, che alcuni esperti identificano con Teodoro di Eraclea. Insieme a queste figure ci sono le tre virtù teologali (Fede , Speranza e Carità), nonché angeli con i simboli della Passione e, in fondo, il Giudizio Universale.

### Posteriore

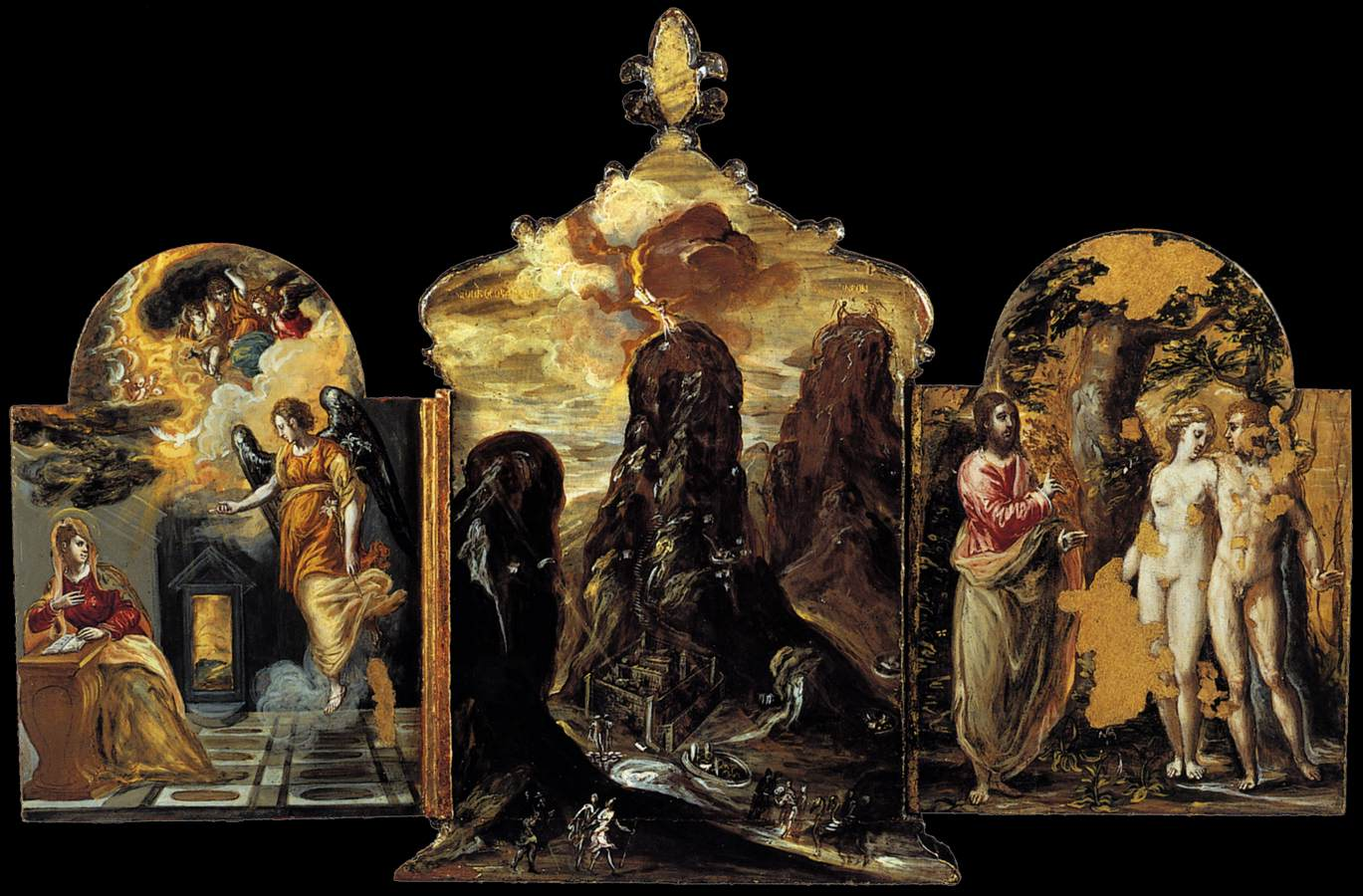

Le scene sulla parte posteriore compaiono: l'annunciazione (sinistra), la Veduta del Monte Sinai (centro) e l'Eterno Padre con Adamo ed Eva nel Paradiso (destra).
Da notare che nella Veduta del Monte Sinai è raffigurato il monastero di Santa Caterina in Egitto.

## Stile
In questo lavoro, El Greco, usa l'oro come impregnazione e non come sfondo, come era consuetudine nell'arte bizantina, e su quello strato applicava i colori in stile veneziano, con una particolare lucentezza dovuta all'uso enfatico della luce.